# 2852 Declercq
2852 Declercq (1981 QU2) là một tiểu hành tinh vành đai chính được phát hiện ngày 23 tháng 8 năm 1981 bởi Debehogne, H. ở La Silla.